# Terenten
Terenten (Italiaans: Terento) is een gemeente in de Italiaanse provincie Zuid-Tirol (regio Trentino-Zuid-Tirol) en telt 1644 inwoners (31-12-2004). De oppervlakte bedraagt 42 km², de bevolkingsdichtheid is 39 inwoners per km².

## Geografie
De gemeente ligt op ongeveer 1210 m boven zeeniveau.
Terenten grenst aan de volgende gemeenten: Kiens, Mühlwald, Vintl.